# Hamlet, dán királyfi

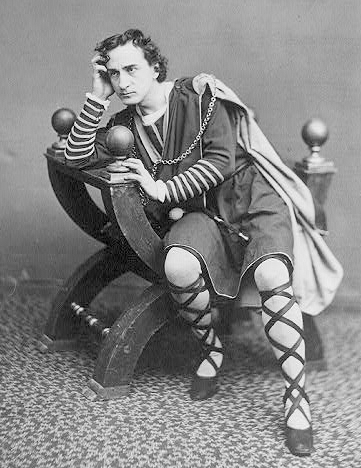
Edwin Booth amerikai színész Hamlet szerepében, 1870 körül

A Hamlet, dán királyfi (eredeti cím: The Tragicall Historie of Hamlet, Prince of Denmarke) William Shakespeare egyik legismertebb tragédiája. Ez a dráma az európai kultúra alapművei közé tartozik, könyvtárnyi irodalma, szinte számbavehetetlen feldolgozása van, és a legtöbbet idézett művek egyike.

## A Hamlet forrásai

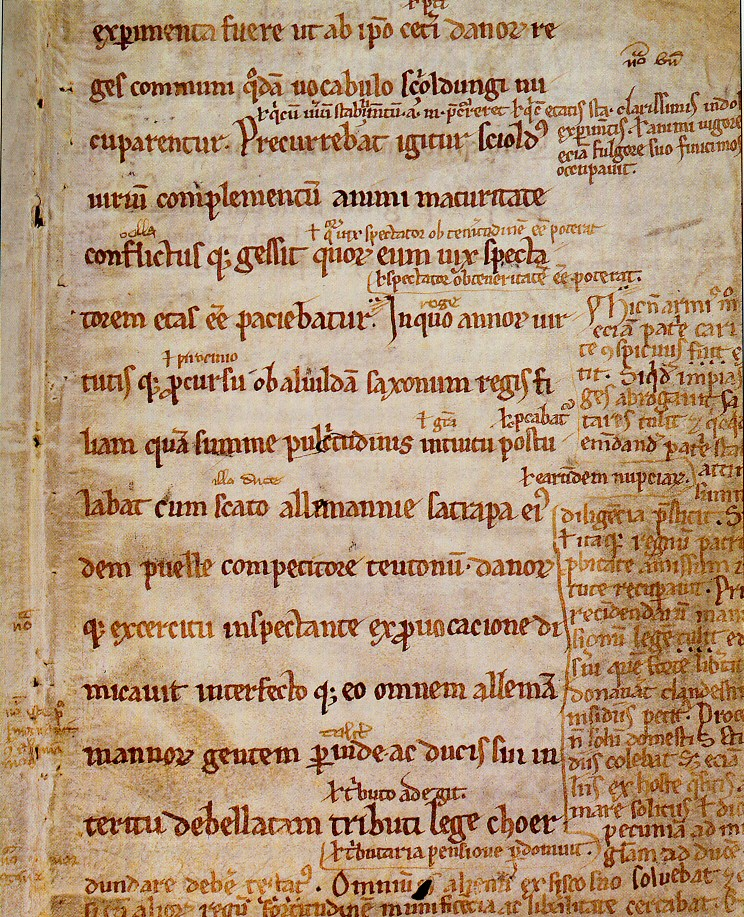
Saxo Grammaticus Gesta Danorum faximiléje, ami tartalmazza Amleth legendáját

- A 13. századi Saxo Grammaticus által írt Vita Amlethi (a latin nyelven írott Gesta Danorum része) Shakespeare korában meglehetős ismertségnek örvendett. Az ő verziója számos olyan elemet tartalmaz, amely a Hamletben is felbukkan: az őrültség tettetése, a sietős házasság a trónbitorlóhoz, a rejtőzködő kém megölése stb. Ugyanakkor nincs egyértelmű bizonyíték arra, hogy Shakespeare felhasználta volna Saxo művét, annak ellenére, hogy 16. század végén latin változata széles körben elérhető volt.
- Saxo munkáját Francois de Belleforest franciára fordította (Histoires tragiques, 1570), jelentősen kibővítve azt, és bevezetve a hős melankóliáját mint motívumot.
- Shakespeare fő forrásának ma azt az elveszett művet tartják, aminek címe Ős-Hamlet volt. Feltehetően Thomas Kyd vagy maga Shakespeare írta, a bemutatója 1589-ben lehetett. Shakespeare színtársulata, a Lord Chamberlain's Men adhatta elő a darab egy változatát, amelyet Shakespeare átdolgozott. Miután az Ős-Hamlet eredeti szövege elveszett, minden vele kapcsolatos kérdés spekuláció marad.
- Gyakran emlegetik Thomas Kyd Spanyol tragédia (1582-1592 között) című véres bosszúdrámáját is, amely hatott Shakespeare-re. Az őrültség, a bosszú motívuma mindenképpen közös, de az is lehet, hogy mind Kyd, mind Shakespeare bőven merített a kor sikerdarabjainak közhelyeiből.

## Keletkezésének ideje
A Hamlet datálása mai napig tudományos viták tárgya, ugyanakkor néhány adat segíti behatárolni a keletkezés idejét.
A legkésőbbi időpontot jól meghatározza a tény, hogy 1602. július 26-án jegyezték be a Stationers Company, a nyomdászok céhének könyveibe. Azzal a megjegyzéssel vették fel a nyilvántartásba, hogy "mostanában Lord Chamberleyne színtársulata adja elő". Shakespeare kortársának egyik széljegyzete arra utal, hogy a darab Essex Earljének halála (1601) előtt íródott, bár ennek az adatnak a megbízhatóságát többen vitatják.
A legkorábbi időpont meghatározásában segítenek a Hamlet szövegében található gyakori utalások az 1599-ben keletkezett Julius Caesar című darabra, tehát a Hamlet valószínűleg ezután íródott. Ezt támogatja az a tény is, hogy Francis Meres 12 Shakespeare-darabot sorol fel 1598-ban, ám a Hamlet nincs köztük, de – ismerve a mű korabeli népszerűségét – fölöttébb valószínűtlen, hogy Meres megfeledkezett volna Hamletről, ezért feltételezhetően a Hamlet 1598 októbere után keletkezett.
Ezek alapján a kutatók a Hamlet írását 1599 és 1601 közé teszik.

## Szövegkiadások

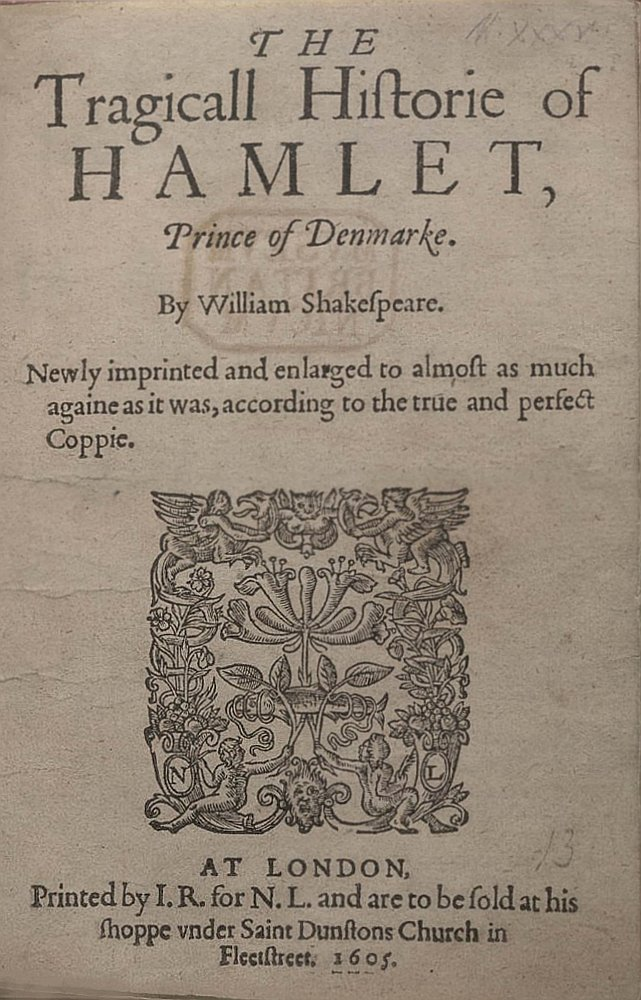
A Hamlet, dán királyfi 1605-ös kiadása

A Hamlet három legkorábbi kiadása komoly eltéréseket mutat, gyakorlatilag lehetetlenné téve egy „végleges” szövegváltozat kiadását.
- Az első kvartó-kiadást (Q1), amelyet egyszerűen csak „rossz kvartónak” neveznek, 1603-ban publikálta Nicholas Ling és John Trundel könyvkereskedő, a nyomtatást Valentine Simmes végezte. Mint közismert, a kvartó kiadások meglehetősen megbízhatatlan források alapján készültek, súgópéldányokat, húzott, színpadi verziókat használtak, de jó memóriájú főszereplők is lediktálhatták az egész darabot. Egyesek szerint az első kvartót emlékezetből diktálta egy színész (aki valószínűleg Marcellust alakította), mások szerint kifejezetten utazó társulatok számára készült „vágott” verzió volt. „Rossz” jelzője ellenére tartalmaz olyan jelenetet, amelyet a későbbi kiadások nem, valamint számos olyan színpadi utasítás maradt fenn benne, amely a későbbi változatokból hiányzik.
- A második kvartót (Q2), azaz a második kiadást 1604-ben publikálta Nicholas Ling, a nyomtatási munkát James Roberts végezte. Ennek szövege mintegy kétszerese az első kvartónak, ez a leghosszabb korai verzió. A jelenlegi álláspont szerint egy eredeti, kéziratos, "nyers" szövegváltozaton alapulhat. Ez magyarázhatja hosszát: míg a Q1 előadható hosszú darabot tartalmaz, addig a teljes Q2 előadása legalább négy órát venne igénybe.
- Az első fólió kiadás (F1), az első Shakespeare Összegyűjtött munkáinak részeként jelent meg 1623-ban. Ez az igényes, a lehető legjobb forrásokat felhasználó összkiadás tartalmaz 85 olyan sort, amit a Q2 nem (ezeket a részeket valószínűleg azért hagyták ki, hogy ne sértsék meg I. Jakab angol király feleségét, a dán származású Annát), de összességében rövidebb, mint a második kvartó.

A későbbiekben kiadott kvartókat és fóliókat (úgymint John Smethwick Q3, Q4, és Q5 kiadásait, 1611–37) ebből az előbb felsorolt három korai kiadásból származtatják le.
A 18. századi szövegkiadások szerkesztői (Nicholas Rowe, 1709, Lewis Theobald, 1733) igyekeztek rekonstruálni az „igazi” Hamlet-szöveget. Bár Theobald szövege hosszú időn keresztül sztenderdnek számított, és mai szövegkiadások alapjául is szolgál, újabb kiadások lemondtak az ideális verzió kereséséről: „Az eredeti Hamlet elérhetetlen vágyálom: a darabnak szövegei vannak, de nincs szövege.” A 2006-os Arden Shakespeare-szövegkiadás külön kötetekben adta ki a három alapkiadást, mintegy az előző idézet szellemében.

## Szereplők
- Claudius, Dánia királya
- Gertrud, dán királyné, Hamlet anyja
- Hamlet, az előbbi király fia, a mostaninak unokaöccse
- Ophelia, Polonius leánya
- Polonius, főkamarás
- Laertes, Polonius fia
- Horatio, Hamlet barátja
- Rosencrantz, udvarfi
- Guildenstern, udvarfi
- Fortinbras, norvég királyfi
- Osrick, udvaronc
- Voltimand, udvarfi
- Cornelius, udvarfi
- Marcellus, tiszt
- Bernardo, tiszt
- Francisco, katona
- Sírásók, (az eredetiben: bohócok)
- A Szellem, Hamlet atyja szelleme

## Cselekmény
A Hamlet címszereplője Hamlet dán királyfi, a nemrég elhunyt Hamlet király fia. Hamlet király halála után a király testvéröccse, Claudius sietve feleségül veszi Hamlet király özvegyét (Hamlet királyfi anyját), Gertrudot. A darab hátterében Dánia Norvégiával folytatott ellenségeskedése áll: Dániához közeleg a norvég Fortinbras herceg vezette megszálló sereg.

### I. felvonás
A színmű egy hideg éjszakán kezdődik, Helsingőrben. Franciscót társa, Bernardo váltja fel az őrségben. Egy harmadik őr, Marcellus Horatióval, Hamlet dán királyfi legjobb barátjával érkezik. Az őrök igyekeznek meggyőzni Horatiót, hogy Hamlet király szellemét látták, amikor a szellem ismét megjelenik. Claudius és Gertrud államügyekkel vannak elfoglalva: igyekeznek elhárítani Fortinbras, a norvég királyfi által vezetett inváziót. Miután Hamlet Horatiótól hall a szellem megjelenéséről, elhatározza, hogy megnézi a szellemet saját szemével. Polonius a király főtanácsadója. Fia, Laertes Franciaországba indul vissza, lányának, Opheliának Hamlet udvarol. Sem Polonius, sem Laertes nem hiszi, hogy Hamlet szándékai komolyak, és mindketten figyelmeztetik is erre Opheliát. Azon az éjszakán a Szellem megjelenik Hamletnek. Elárulja Hamletnek, hogy ő az atyja szelleme, és hogy Claudius mérgezte meg Hamlet királyt. A Szellem azt követeli, hogy Hamlet bosszulja meg őt, Hamlet beleegyezik, s barátaival titoktartást esküdtet.

### II. felvonás
Nem sokkal ezután Opheliát megijeszti Hamlet különös viselkedése, rögvest jelenti apjának, hogy Hamlet berontott a szobájába, de nem szólt semmit. Mivel aggasztja Claudiust és Gertrudot, hogy Hamlet hosszan gyászolja atyját és egyre zavartabban viselkedik, két diáktársát, Rosencrantzot és Guildensternt kérik meg, hogy derítsék fel megváltozott viselkedésének az okát. Polonius úgy véli, hogy a “szerelmi extázis” felelős Hamlet őrült viselkedéséért, és tájékoztatja Claudiust és Gertrudot. Rosencrantz és Guildenstern meglátogatják Hamletet. Hamlet eleinte örül barátainak, de gyorsan rájön, hogy kémkedni küldték őket. Hamlet még mindig nem biztos abban, hogy a Szellem igazat mondott, de egy színtársulat érkezése Helsingőrbe megoldással kecsegteti. Egy olyan darabot állít színpadra, amelyben eljátsszák apja meggyilkolását, és Claudius reakciója alapján dönti el, bűnös-e vagy sem.

### III. felvonás
Claudius és Polonius ráveszik Opheliát, hogy kémkedjen Hamlet után. Amikor Hamlet rájön, hogy mit csinál Ophelia, dühében azt javasolja neki, hogy vonuljon kolostorba. Az egész udvar megjelenik az előadáson, Hamlet folyamatosan kommentálja az eseményeket. Amikor a gyilkossági jelenetet bemutatják, Claudius hirtelen feláll és elhagyja a termet, amit Hamlet nagybátyja bűnösségének bizonyítékának tekint. Gertrud a szobájába hívatja Hamletet, hogy magyarázatot követeljen tőle. Útban hozzá Hamlet meglátja az imádkozó Claudiust, de nem öli meg, mert attól tart, hogy így a mennyországba jutna. Polonius a függöny mögé rejtőzik. A hálószobában veszekedés tör ki Hamlet és Gertrud között. A függöny mögé rejtőző Poloniust leszúrja Hamlet, abban a hitben, hogy Claudiust öli meg. Megjelenik a Szellem, aki figyelmezteti Hamletet, hogy bánjon kíméletesen anyjával, de ölje meg Claudiust mielőbb. Mivel Gertrud nem látja, kivel beszél Hamlet, ezt Hamlet őrültségének újabb bizonyítékának tekinti.

### IV. felvonás
Hamlet elrejti Polonius holttestét. Claudius, immár az életét féltve, száműzi Hamletet Angliába, és utasítást ad a meggyilkolására. Ophelia beleőrül apja elvesztésébe, és gyermeteg dalokat énekelve bóklászik Helsingőrben. Bátyja, Laertes visszatér Franciaországból, és atyja halála és húga őrültsége miatt harag gyúl szívében. Claudius meggyőzi Laertest, hogy mindenért egyedül Hamlet felelős. Hírek érkeznek, hogy Hamlet nem halt meg, sőt, visszatért Dániába. Claudius ravasz tervet eszel ki. Azt javasolja, hogy Laertes hívja ki párbajra Hamletet, amelynek során Laertes mérgezett tőrrel küzdene. Titokban azt is tervezi, hogy mérgezett bort is készenlétben tart, ha a párbaj nem jól végződne. Gertrud megjelenik, hogy bejelentse, Ophelia vízbe fulladt.

### V. felvonás
A két sírásó megtárgyalja Ophelia öngyilkosságát, miközben a sírt ássák. Hamlet megérkezik Horatioval és szóba elegyedik az egyik sírásóval, aki kiássa neki Yorick, a néhai udvaribolond koponyáját. Ophelia temetői menete közeleg, az élen Laertesszel. Hamlet kijelenti, hogy mindig is szerette Opheliát, majd összeverekszik Laertesszel, de szétválasztják őket. Helsingőrben Hamlet megvallja Horationak, hogyan menekült meg, és hogy Rosencrantz és Guildenstern halott. Osric, egy udvaronc szakítja félbe: felszólítja, hogy jöjjön megvívni Laertesszel. Miközben Fortinbras seregei körbezárják a várat, a párbaj elkezdődik. Laertes megsebesíti Hamletet mérgezett tőrével, de összecserélik a tőrjeiket és Hamlet is megsebzi Laertest a mérgezett karddal. Gertrud megissza a mérgezett bort és meghal. Utolsó perceiben Laertes megbékél Hamlettel és feltárja Claudius gyilkos tervét. Hamlet, élete utolsó percében megöli Claudiust, és Fortinbrast nevezi meg örökösének. Amikor Fortinbras megérkezik, Horatio elmeséli a történteket, és megparancsolja, hogy méltósággal temessék el Hamlet holttestét.

## Elemzések és kritikák

### Vallásosság
A darab sok utalást tesz mind a katolikus, mind a protestáns vallásra, a két legjelentősebb vallási irányzatra abban a korban. A Szellem azt mondja magáról, hogy a Purgatóriumban van ("…hogy visszatérjek gyötrő kénköves /Lángok közé"), valamint arról is szól, hogy az utolsó kenet feladása előtt távozott az élők sorából ("Nem gyónva, kenve, nem áldozva meg"). Ezek Ophelia temetésével – ami egyértelműen katolikus – mind a dráma katolikus mivoltát erősíti. A kutatók közül vannak, akik a bosszúdrámákat katolikusoknak nevezik meg alapból, talán azért, mert főleg katolikus országokban játszódnak, mint Olaszország és Spanyolország, amelyek mindig is katolikusságukról is híresek voltak. A protestantizmusra a fő példa Hamlet egyetemének helye: Wittenberg. Wittenberg főleg azért emlékezetes a történelemben, mert Luther Márton itt hirdette ki híres 95 tételét. A wittenbergi egyetem azért is érdekes, mert Shakespeare életműve alatt összesen 2 egyetemet nevez nevén.

### Hamlet késlekedése és a bosszú
A Hamlet révén öt, apját vesztett fiú történetével ismerkedhetünk meg, mindőjük apját meggyilkolták. Ez az öt fiú név szerint Hamlet, Laertes, Fortinbras és Pyrrhus valamint Brutus. Mindannyian máshogy néznek szembe a bosszúval, például Laertes gyorsan cselekszik, hogy elégtételt vegyen apja halálán, míg Fortinbras inkább megtámadja Lengyelországot, mint a bűnös Dániát, Pyrrhus csak egy pár pillanatig tétovázik, mielőtt bosszút állna apjáért, Achillesen, Brutus pedig nem tesz semmit apja halálának megbosszulásáért. Hamlet tökéletesen egyensúlyozik ezen történetek között, nem cselekszik túl gyorsan, de nem is hagyja megbosszulatlanul apját.
Hamlet azon igyekszik, hogy bosszúvágyát végre cselekvésformába önthesse, és a dráma nagy részét várakozással tölti, nem pedig cselekvéssel. A kutatók számos elmélettel álltak elő, hogy miért várt Hamlet oly sokat tette előtt, hogy megölje Claudiust. Egyesek azt mondják, azért várakozott, mert úgy érezte, hogy ha megöli Claudiust, akkor nem lesz különb, mint ő. Phyrrus története, amit a színészek adnak elő az udvarban, Hamlet egy sötétebb oldalát mutatja (hajlamosság a gyilkosságra és a gyors cselekvésre), egy olyan oldalt, ami Hamlet számára nemkívánatos. Hamlet sokszor rácsodálkozik azokra, akik gyorsan cselekednek, mint Laertes, aki hazajön, hogy bosszút álljon apjáért.

## Előadások

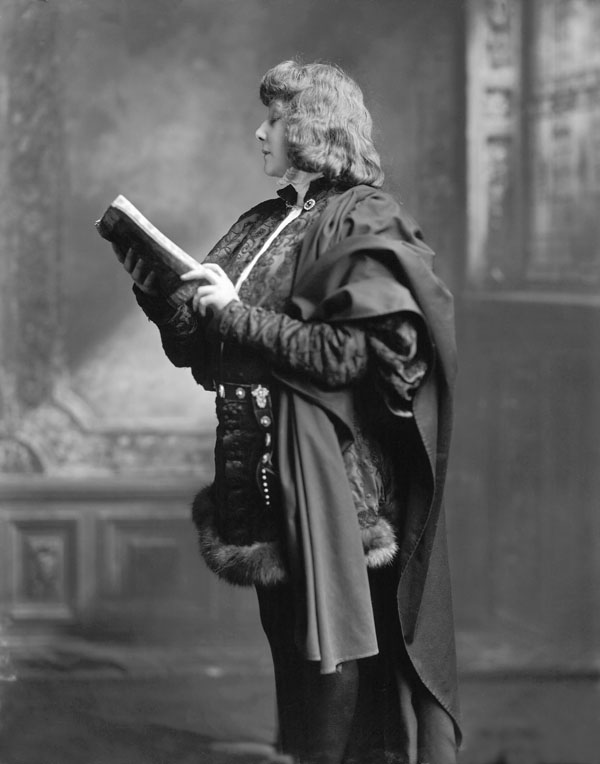
Sarah Bernhardt Hamlet szerepében

Shakespeare a szerepet eredetileg Richard Burbage-nek, a The Lord Chamberlain's vezető színészének írta: egy embernek, aki rendkívül jó memóriával rendelkezett a szöveg megtanulására, és változatos érzelmeket tudott megjeleníteni a színpadon. A Hamlet Shakespeare korában negyedik volt a népszerűségi listán, csak a VI. Henrik első része, a II. Richárd és a Pericles előzte meg. Bár a történet jóval Shakespeare kora előtt játszódott, a Globe színházban mégis korabeli viseletben játszottak a színészek.

### Restauráció és a 18. század
A restauráció korában újra elővették a Hamletet. Az első ismert amerikai színész, aki eljátszotta Hamlet szerepét ifjabb Lewis Hallam volt, az előadást az American Company's-ban tartották 1759-ben Philadelphiában.
Az első ismert nő, aki eljátszotta Hamlet szerepét Sarah Siddons volt.

### 19. század
A században az amerikai előadások jelentős részét vezető angol színészek adták. Ezek között a neves színészek között volt Junius Brutus Booth, akinek híres volt Hamlet alakítása. Ő volt az apja Edwin Booth-nak és John Wilkes Booth-nak. Edwin szintén eljátszotta Hamletet, John Wilkes pedig meggyilkolta az amerikai elnököt, Abraham Lincolnt. Franciaországban Charles Kemble népszerűsítette Shakespeare-t, 1827-es Hamlet adaptációját olyan neves emberek tekintették meg mint Victor Hugo és Alexandre Dumas, aki főleg Harriet Smithson Ophelia megformálását méltatta, az őrültségi jelenetben. Edmund Kean volt az első Hamlet, aki elhagyta a királyi csillogást, és egyszerű fekete ruhában játszotta szerepét.

### Hamlet-előadások Magyarországon
Az Országos Színháztörténeti Múzeum statisztikai adatai alapján Shakespeare Hamletjét országszerte összesen száznegyvenhárom alkalommal állították színpadra napjainkig. Ebből száz előadást vidéki színházak mutattak be, további negyvenhármat pedig Budapesti színházak tűztek műsorukra, melyek részletezésre kerülnek az alábbiakban.
Kazinczy Ferenc első németről történő Hamlet fordítását Kelemen László Magyar Játszók Társaságának szánta, azonban csak évekkel később, 1794-ben Kolozsváron mutatták be hazánkban először. 1911-ben Góth Sándor fordítása alapján, Péchy Kálmán rendezésében a Vígszínház is műsorára tűzte a darabot.
A kezdeti sokszínűséget követően Arany János fordítása vált általánosan elfogadottá. Ez alól csak a Mészőly Dezső által tolmácsolt, 1996-ban az Új Színházban bemutatott darab jelentett kivételt. Habár a szövegkönyv szerzője Shakespeare fordításaival jelentős szerepet játszott a modern színpadi nyelv megteremtésében, a Hamlet esetében mégsem mondható teljesnek a siker a befogadók körében.
2002-ben azonban a Thália Színházban újabb fordító, Nádasdy Ádám magyar szövege is debütált, mely a 2010-es évektől meghatározta a kortárs előadások nézői igényeit.
Bár a magyar nyelvű előadások vannak túlnyomó többségben a Hamletet illetően, a Színháztörténeti Múzeum archívumában három angol nyelvű előadás is fellelhető. Az Arvisura Színház 1994-ben bemutatott előadásában a shakespeare-i szöveg hagyományos és eredeti nyelvű interpretálását tartotta szem előtt. 2002-ben a Kolibri Színház Looking for Hamlet című darabja azonban Jonowitz Tama modern szövegével és Somogyi István rendezési elveivel a kortárs színházi szemlélet szerint valósult meg, anyanyelvű színészek előadásában. 2005-ben pedig Magács László rendezésében mutatták be a Merlin Nemzetközi Színházban, szintén az eredeti szöveg alapján a Hamlet, Prince of Denmark című előadást, mely ismét a tradicionális vonalat követve eredeti nyelven szólalt meg.
1962-ben, Budapesten a Madách Színházban Vámos Miklós rendezésében és Gábor Miklós főszereplésével ikonikus bemutatóra került sor. A darab nemzetközi sikereit Moszkvában alapozta meg, hazánkban pedig a Szegedi Szabadtéri Játékokon történő bemutatón kívül országszerte játszották, multimédiás módszerekkel rögzítették, és a mai napig a színháztörténet egy kiemelkedő szegmenseként tartják számon. A színházi kritikák alapján a briliáns szereposztás és az aktuálpolitikai kicsengések tették felejthetetlenné az előadást.
 A Színháztörténeti Múzeum Adatai alapján az első bemutatót követően a Hamlet mérsékelt ám egyenletes sikerrel futott a színházakban. Budapesten csökkent az előadások száma az 1970-es, 1980-as évek alatt. A politikai központosítás eredményeképpen ebben az időszakban a shakespeare-i drámák kiszorultak a fővárosi színházakból, azonban a kaposvári színház kísérletező szemlélete alapján a Hamlet 1980-ban új értelmezést kapott. A darab alapjául szolgáló Bereményi Géza átirat kétség kívül említésre méltó bemutatót eredményezett, melyet a közvélemény az „anti- Hamlet” kifejezéssel fémjelzett. A Halmi – vagy a tékozló fiú a színházi kritika alapján egy rendkívül vitatott előadásként kerül a közvéleménybe, majd a rendszerváltás után a József Attila Színház magára vállalta a darab budapesti bemutatását is.
2002-ben Alföldi Róbert Nemzeti Színházas rendezése is mérföldkőnek számít a Hamlet értelmezéseit tekintve. A hagyományos kosztümökben előadott darab fontos eleme, hogy a rendező napjaink kontextusába helyezi át az eseményeket. A Hamlet groteszk felfogását a rendezés interaktivitása és a rejtőzködés és kihallgatás kettősségének feszültsége még jobban kiemeli.
Hasonlóan rendhagyó Schilling Árpád 2007-ben a Krétakör Színházban bemutatott Hamlet adaptációja. A kőszínházi és tradicionális bemutatóktól elvonatkoztatva Schilling Árpád háromszereplős darabjával edukációs célokat elősegítve középiskolai bemutatókat is szorgalmazott. A szerepösszevonásokat Spiró György főiskolai előadásai határozták meg, így a koncepció a szív az intellektus és a fizikum triumvirátusára épül.
A Hamlet újraértelmezése zenei ihletéssel is megvalósult. 1968-ban Szokolay Sándor az eklektikus nagyopera hagyományaira és Arany János szövegkönyvére épülő előadást alkotott, melyet a Magyar Állami Operaház Színpadán mutattak be. A darab jellemzője volt a zenei kifejezésmód sokszínűsége és a kortárs irányzatokon alapuló dodekafónia alkalmazása is. Mintegy 20 évvel később, 1987-ben Katona Imre rendezésében és Nagy Feró címszereplésével ismét zenei betétekkel kapcsolták össze a shakespeare-i cselekményeket. A darab profanitásával egyaránt megbotránkoztatta a kritikusokat és a nézőket, azonban mindezek által nyomot hagyott a magyar színháztörténeti nyilvántartásokban.
2014-től Bagossy László rendezésében és Polgár Csaba főszereplésével szintén rendhagyó értelmezés fut az Örkény Színházban. A stadion lelátóin játszódó Hamlet az aktuálpolitikai kicsengések mellett a magyar társadalmi széthúzás jelentős múltra visszatekintő hagyományát hivatott kritizálni. Ezzel párhuzamosan pedig a Vígszínház is műsorára tűzte a darabot Eszenyi Enikő rendezésében, Forgách András és Vörös Róbert szövegével és ifj.Vidnyánszky Attila főszereplésével. Géher István szavaival élve a fő motívuma, hogy rámutasson arra, hogy a nagy tragédia igazából „a világba vetett emberlét modern lényegét, a totális belső ellentmondást kifejező csalimese”.

## A Hamlet filmen

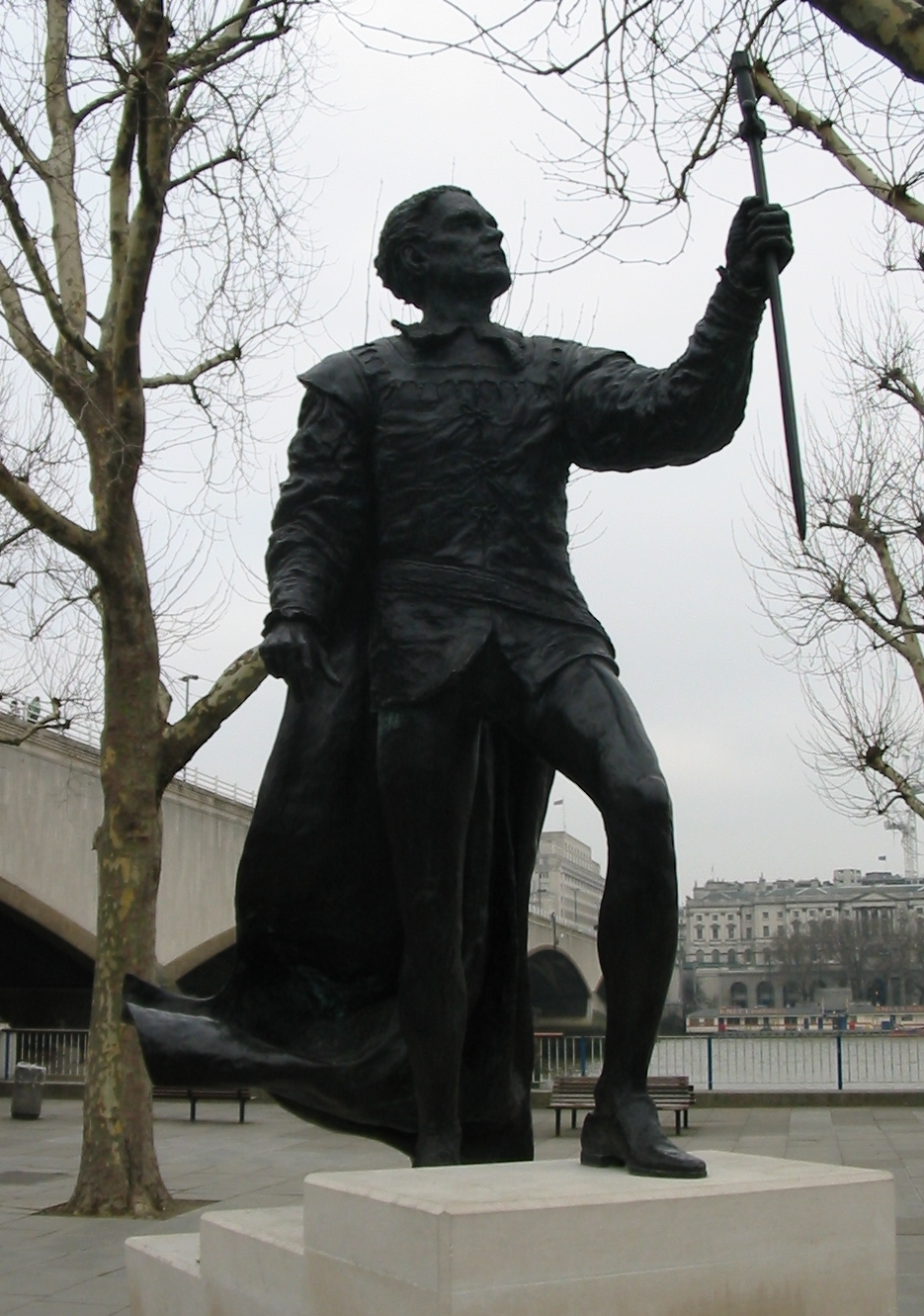
Laurence Olivier 1948-as Hamlet filmjével elnyerte a legjobb férfi alakításért járó Oscar-díjat. Híres filmszerepében ábrázolva, szobra ma Londonban látható

- A Hamlet első filmes megjelenésére 1900-ban Sarah Bernhardt szereplésével került sor: a film ötperces részlet az ötödik felvonás vívó-jelenetéből. Az alkotáshoz a zenét és szöveget egy fonográfról játszották a képek alá. Ezután több némafilmes változat készült. 1920-ban Asta Nielsen játszotta el Hamletet.[17]
- Laurence Olivier 1948-as filmjével elnyerte a legjobb férfi szereplőnek és a legjobb filmnek járó Oscar-díjat. A film érdekességei közé tartozott, hogy a Gertrudot alakító színésznő, Eileen Herlie 28 éves volt, míg a fiát alakító Olivier 41. Olivier kölcsönözte hangját a Szellemnek is. Bírálói szerint sok olyan szereplőt és jelenetet kihúzott, amelyek nélkül nehezen érthetővé vált a cselekmény, mások szerint viszont Olivier egy igazi klasszikust rendezett.
- A Shakespeare-ről több könyvet is publikáló[18] Grigorij Kozincev 1964-es, fekete-fehér filmje Borisz Paszternak fordítása alapján készült, Sosztakovics kísérőzenéjével. A változat többek szerint az egyik legjobb feldolgozása a műnek.[19]
- Franco Zeffirelli látványos 1990-es filmjében az akkor még leginkább Mad Maxként és komikus szerepeiről ismert Mel Gibson játszotta a címszerepet, Gertrude szerepét Glenn Close, Claudiust Alan Bates és Opheliát Helena Bonham Carter alakította, a zenét Ennio Morricone, a díszletet Dante Ferretti jegyezte, az operatőr a veterán David Watkin volt. A film kedvező kritikákat kapott.
- A számos egyéb Shakespeare-művet filmre vivő Kenneth Branagh az 1996-os Hamlet adaptációjában a rendezés mellett – a klasszikus hagyomány szerint – a főszerepet is elvállalta. Branagh törekedett a „teljes” szöveg előadására, így a film közel négy órás lett. Opheliát Kate Winslet, Marcellust Jack Lemmon, a színészkirályt Charlton Heston, Rajnaldot Gérard Depardieu Osrickot pedig Robin Williams játszotta.

## A Hamlet magyar fordításai
„Lenni? nem lenni? ez hát a kérdés. Annak-é

nemesebb lelke, aki a megmérgesedett csillag-

zatok csapkodásait békével eltüri, vagy annak,

aki az inség seregei ellen felfegyverkezik s

ellenkezve ér véget?”

(Kazinczy Ferenc prózafordítása)
„Lenni, vagy nem lenni: az itt a kérdés.

Akkor nemesb-e a lélek, ha tűri

Balsorsa minden nyűgét s nyilait;

Vagy, ha kiszáll tenger fájdalma ellen,

S fegyvert ragadva véget vet neki?”

(Arany János fordítása)
„Lenni vagy nem lenni, ez hát a kérdés

Nemesebb-e, ha eltűri elménk

A vaksors nyilát, parittyakövét,

vagy rontsunk karddal kínok tengerének,

És szembeszállva végezzünk velük?”

(Eörsi István fordítása)
„Lenni vagy nem lenni: ez a nagy kérdés;

az-e nemesebb, ha tűri lelkünk

a pimasz sors minden gonosz nyilát,

vagy az, ha fegyvert fogunk a bajokra,

s véget vetünk nekik?”

(Nádasdy Ádám fordítása)

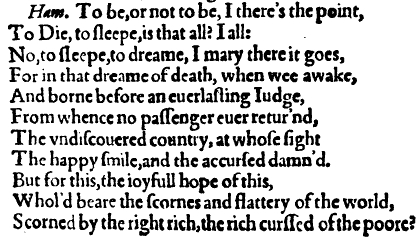
"To be, or not to be" Hamlet nagymonológja az első kiadás egy lapján

A Hamlet első fordítását Kazinczy Ferenc készítette el 1790-ben: a művet németből fordította, Friedrich Ludwig Schröder változatát véve alapul. A kor német hagyományának megfelelően a szövegen számos átalakítást eszközölt: prózába ültette át és megváltoztatta a befejezést. Később kétszer is átdolgozta fordítását, de ezek a változatok töredékesek maradtak. A darab első magyar nyelvű bemutatóját 1794. január 17-én Kolozsváron tartották, a címszerepben Kótsi Patkó Jánossal.
Kazinczy-fordítása után több kisebb jelentőségű próbálkozás történt a mű lefordítására: Bartsai László (1793 és 1810 között), Vajda Péter (1839, prózafordítás), Ács Zsigmond (1859).
Arany János fordítása (1866) nem csupán Arany életművének, de a magyar irodalomnak is szerves része: több mint száz éven át „a” magyar Hamlet-fordításnak számított, a magyar közönség Arany fordításában tanulta meg a dráma szövegét. A szöveg első előadása 1867. szeptember 9-én volt a Nemzeti Színházban, Paulay Ede rendezésében, azóta a 20. század végéig szinte kizárólag ezt a fordítást használták a színházak.
Aranyt követően sokáig csak jelentéktelen fordítások születtek: Zigány Árpád (1899, prózafordítás), Telekes Béla (1904), Szabó T. Attila (1929, prózafordítás) neve a színháztörténet lábjegyzetei között szerepel.
A 20. század végén felébredt az igény egy új, a modern kor felfogását tükröző fordításra. Jellemző az Arany-fordítás kanonizáltságára, hogy Eörsi István, a kaposvári Csiky Gergely Színház számára készült új fordítása (1983) körüli vita alapkérdése az volt, szabad-e újrafordítani a Hamletet. Eörsi maga is küszködött Arany árnyékával, és első változatát azért ítélte sikertelennek, mert túl sokban támaszkodott Aranyra. A második változat (1988) 1990-ben jelent meg Cserépfalvi kiadásában.
Mészöly Dezső fordítása (1996) alcímében jelezte, hogy Arany János „másfél száz sorát” felhasználta. Az Új Színház számára készült verzió Mészöly tizenkettedik Shakespeare-fordítása.
Nádasdy Ádám a debreceni Csokonai Nemzeti Színház számára készített fordítása (1999) az első, amely ki tud lépni Arany árnyékából. A szöveg elismerő kritikai visszhangot kapott, és egyre több színházi változat használja ezt a fordítást.

## Válogatott bibliográfia

### Magyar nyelvű szakirodalom
A magyar nyelvű Hamlet-szakirodalom is nagyon bőséges. Jó kiindulópont lehet Fabiny Tibor kétnyelvű kiadása (Budapest, 1993), amely nemcsak az angol és magyar szöveget tartalmazza és magyarázza bőséges jegyzetekkel, de teljes hátteret és alapos bibliográfiát ad. Két monográfia jelent meg a Hamletről: az egyik Alexander Bernát tollából (Shakespeare Hamletje, Budapest, 1902), a másik Kéry László tanulmánykötete (Talán álmodni, Hamlet-tanulmányok, Budapest, 1989). Számos tanulmány készült a Hamletről. A 20. századi Shakespeare-filológia néhány meghatározó műve:
- Cs. Szabó László: Dráma vagy szerep: Hamlet in: Shakespeare. Esszék Budapest, 1987
- Fodor Géza: Nagyon tűhegyre vennők, ha így vennők? Színház, XXV. évfolyam 10. Szám 1992. október 13-29 old.
- Géher István: Hamlet, dán királyfi in: Shakespeare-olvasókönyv, Budapest, 1991
- Hankiss Elemér: Shakespeare Hamletjének szerkezeti modellje in Az irodalmi mű, mint komplex modell Budapest, 1985
- Jan Kott: Hamlet a század közepén in Kortársunk, Shakespeare Budapest, 1970
- Ruttkay Kálmán: Klasszikus Shakespeare-fordításaink in Shakespeare-tanulmányok szerk. Kéry László et al. Budapest, 1965
- Visky András: Hamlet elindul. Kísérlet a Bulandra-színház előadásának megértésére in Új Magyar Shakespeare Tár I. Budapest, 1988
- Magyar Shakespeare-tükör szerk. Maller Sándor-Ruttkay Kálmán, Budapest, 1984
- Spiró György: Shakespeare szerepösszevonásai, Európa Könyvkiadó, 1997.

A 21. századi magyar Hamlet-tanulmányok bibliográfiája és a kortárs Hamlet-előadások listája megtalálható a Magyar Shakespeare Bizottság honlapján.

### Angol nyelvű szakirodalom

#### Szövegkiadások
A szövegkiadások közül a legújabb Arden-szövegkiadást ajánlható: Hamlet, The Texts of 1603, 1604, and 1623. Szerk: Ann Thompson and Neil Taylor, 2 kötet, Thompson Learning, 2006. (The Arden Shakespeare, Third Series) . Egy másik, hagyományosabb megközelítést alkalmazó kiadás: Hamlet, Prince of Denmark. szerk: Phillip Edwards, Cambridge, 1985, 2003. (New Cambridge Shakespeare).

#### Monográfiák
- Harold Bloom: Shakespeare: The Invention of the Human. New York, 1998.
- A. C. Bradley: Shakespearean Tragedy: Lectures on Hamlet, Othello, King Lear & Macbeth. New York, 1991.
- Northrop Frye: Fools of Time: Studies in Shakespearean Tragedy. Toronto, 1967.
- Stephen Greenblatt: Hamlet in Purgatory. Princeton, 2001.
- Harry Levin: The Question of Hamlet. New York, 1959.
- John Dover Wilson: What Happens in Hamlet. New York, 1951.

További bőséges angol nyelvű bibliográfia található a Royal Shakespeare Company honlapján.